# هایپریون انترتینمنت
هایپریون اینترتینمنت (انگلیسی: Hyperion Entertainment) شرکت نرم‌افزار بلژیکی است، که در سال ۱۹۹۹ تأسیس شد.